# Iwona Niedźwiedź
Iwona Małgorzata Niedźwiedź (ur. 22 lipca 1979 w Nowym Sączu) – polska szczypiornistka, reprezentantka kraju, grająca na pozycji rozgrywającej. W latach 2004–2009 używała nazwiska Niedźwiedź-Cecotka. Pseudonim boiskowy – „Szara”.
W sezonie 2013/14 wróciła do gry w PGNiG Superlidze, w drużynie GTPR Gdynia. W sezonach 2015/16 i 2016/2017 reprezentowała MKS Lublin.
W 2013 r. i 2015 r. w barwach reprezentacji Polski wystąpiła na mistrzostwach świata, dwukrotnie zajmując 4. miejsce.
Od lutego 2021 r. była współprowadzącą niektórych programów Kanału Sportowego na platformie YouTube.

## Sukcesy
- srebrny medal Mistrzostw Polski w sezonie 2003/2004
- srebrny medal Mistrzostw Polski w sezonie 2006/2007
- puchar EHF w sezonie 2012/2013
- srebrny medal Mistrzostw Danii w sezonie 2012/2013
- brązowy medal Mistrzostw Polski w sezonie 2013/2014
- srebrny medal Mistrzostw Polski w sezonie 2014/2015
- złoty medal Mistrzostw Polski w sezonie 2015/2016

## Nagrody indywidualne
- Najlepsza strzelczyni polskiej Superligi w sezonie 2003/04 (145 bramek)